# Scopula seminupta
Scopula seminupta är en fjärilsart som beskrevs av Sterneck 1941. Scopula seminupta ingår i släktet Scopula och familjen mätare. Inga underarter finns listade.